# Ruotger von Trier
Ruotger von Trier, auch Rudgar von Trier, Routger von Trier (* um 880; † 27. Januar 931 in Trier) war von 916 bis 923 Erzkanzler des Westfrankenreiches, von 925 bis 931 Kanzler des Ostfrankenreiches und von 915 bis 931 Erzbischof von Trier.

## Leben
Ruotger stammte aus einer lothringischen Adelsfamilie. 916 wurde er in das Amt des Kanzlers des westfränkischen Königs Karl III. berufen, das er bis 923 innehatte. In den folgenden Jahren war er ein wichtiger Akteur der Lothringen-Politik. Den Höhepunkt seiner Tätigkeit bildete die Beeidung des Bonner Vertrags. Der ostfränkische König Heinrich I., hatte im Jahr 925 Lothringen mit dem Ostfrankenreich vereinigt. 
927 ist Ruotger als Erzkanzler des ostfränkischen Reichs bezeugt. 
Nach den verheerenden Normannen- und Ungarneinfällen war seine kirchliche Tätigkeit der Wiederaufbau und die Reorganisation der Trierer Diözese. Um das Jahr 927 berief er eine Provinzialsynode ein, an der neben den höchsten Klerikern auch die Suffraganbischöfe von Metz, Toul und Verdun sowie weiterer Klerus aus dem Metropolitanverband teilnahmen. Der Erzbischof gab seinen Klerikern eine Sammlung von Kanones zur Maßregel und Richtschnur für die rechte Amtsausübung sämtlicher Geistlichen an die Hand, die sich eng an das Kapitular des Erzbischofs Radulf von Bourges (840–866) anlehnt. In Briefen an seine Kleriker wurde diese Richtschnur nachhaltig gefestigt. Erzbischof Rudgar unterzeichnete viele Leih- und Pachtverträge mit seinen Vasallen und anderen, so 928 einen Prekarie- oder Landleihvertrag mit Herzog Giselbert von Lothringen (frz. Gislebert de Lotharingie) in Burgen an der Mosel, das als „Burg in der Maifelder Grafschaft“ damals erstmals urkundlich erwähnt wurde. 
Rudgar starb Anfang 931 und wurde in einer Kapelle neben der Trierer Stiftskirche St. Paulin beigesetzt. Noch im 17. Jahrhundert war sein Name, sein Amt als Erzbischof und das Sterbedatum zu lesen. Seine Grabkapelle wurde in späteren Jahren der Hl. Walburgis (Walburga, Waldpurgis) geweiht.